# RPCS3
RPCS3 ist ein freier PlayStation-3-Emulator und Debugger für Microsoft Windows, Linux und FreeBSD, der auf LLVM basiert. Derzeit (März 2024) sind mehr als 2555 Spiele spielbar.
Die Emulation bringt Geschwindigkeitseinbußen mit sich, weswegen der Hostprozessor schneller als der Cell-Prozessor der PS3 sein muss, um die gleiche Framerate erzielen zu können. Das liegt vor allem daran, dass die PowerPC Architektur emuliert werden muss und nicht wie bei Wine oder anderen Kompatibilitätsschichten direkter übersetzt werden kann.

## Systemanforderungen
RPCS3 setzt mindestens 4 GB Arbeitsspeicher, eine x64 CPU und OpenGL (mindestens 4.3) oder Vulkan voraus, sowie ein aktuelles Windows- (Windows 7 oder neuer), Linux- oder FreeBSD-System. Bei der Nutzung von Vulkan wurden hohe Geschwindigkeitssteigerungen berichtet. Außerdem benötigt der Emulator die PlayStation-3-Firmware. Diese kann von der offiziellen Sony-Website heruntergeladen werden, wird aber aus rechtlichen Gründen nicht mitgeliefert.